# Darya Reznichenko
Darya Rustamovna Reznichenko (russisch Да́рья Рустамовна Резниченко, Darja Rustamowna Resnitschenko; * 3. April 1991 in Taschkent, Usbekische SSR, UdSSR) ist eine usbekische Leichtathletin, die sich auf den Weitsprung spezialisiert hat.

## Sportliche Laufbahn
Erste internationale Erfahrungen sammelte Darya Reznichenko im Jahr 2010, als sie bei den Juniorenweltmeisterschaften im kanadischen Moncton mit einer Weite von 5,81 m im Finale den zwölften Platz belegte. 2013 gelangte sie bei den Asienmeisterschaften in Pune mit 6,24 m auf den fünften Platz und im Jahr darauf gewann sie bei den Hallenasienmeisterschaften in Hangzhou mit 6,30 m die Silbermedaille hinter der Japanerin Yurina Hiraka. Ende September nahm sie an den Asienspielen in Incheon teil und wurde dort mit 6,25 m Siebte. 2015 erreichte sie bei den Asienmeisterschaften in Wuhan mit 6,02 m Rang neun und im Jahr darauf wurde sie positiv auf Testosteron and Oxandrolon getestet und daraufhin für vier Jahre bis 2020 gesperrt. 2021 steigerte sie ihre Bestleistung auf 6,85 m und stellte damit einen neuen Landesrekord auf und löste damit Yuliya Tarasova als Rekordhalterin ab. Zudem qualifizierte sie sich damit für die Olympischen Spiele in Tokio, bei denen sie mit 6,19 m aber den Finaleinzug verpasste.
2022 gelangte sie bei den Islamic Solidarity Games in Konya mit 6,28 m auf den fünften Platz im Weitsprung. Im Jahr darauf gewann sie bei den Hallenasienmeisterschaften in Astana mit 6,37 m die Bronzemedaille hinter der Japanerin Sumire Hata und Huang Yingying aus der Volksrepublik China. Im Juli belegte sie dann bei den Freiluftmeisterschaften in Bangkok mit 6,24 m den sechsten Platz.
In den Jahren 2010, 2014 und 2021 wurde Reznichenko usbekische Meisterin im Weitsprung im Freien sowie 2020 und 2022 in der Halle.

## Persönliche Bestleistungen
- Weitsprung: 6,85 m (+1,9 m/s), 28. Juni 2021 in Taschkent (usbekischer Rekord)
  - Weitsprung (Halle): 6,41 m, 3. Februar 2012 in Taschkent